# الیمپوس ئی-۴۵۰
الیمپوس ایی-۴۵۰ (به انگلیسی: Olympus E-450) یک دوربین عکاسی ساخت شرکت الیمپوس است.